# Olympische Sommerspiele 1920/Eiskunstlauf
Bei den VII. Olympischen Sommerspielen 1920 in Antwerpen fanden drei Wettbewerbe im Eiskunstlauf statt. Austragungsort war der Palais de Glace.

## Bilanz

### Medaillenspiegel
| Platz | Land                   | Gold | Silber | Bronze | Gesamt |
| ----- | ---------------------- | ---- | ------ | ------ | ------ |
| 1     | Schweden               | 2    | 1      | –      | 3      |
| 2     | Finnland               | 1    | –      | –      | 1      |
| 3     | Norwegen               | –    | 2      | 1      | 3      |
| 4     | Vereinigtes Königreich | –    | –      | 1      | 1      |
| 4     | Vereinigte Staaten     | –    | –      | 1      | 1      |

### Medaillengewinner
| Konkurrenz | Gold                                  | Silber                    | Bronze                           |
| ---------- | ------------------------------------- | ------------------------- | -------------------------------- |
| Herren     | Gillis Grafström                      | Andreas Krogh             | Martin Stixrud                   |
| Damen      | Magda Julin                           | Svea Norén                | Theresa Weld                     |
| Paare      | Ludowika Jakobsson / Walter Jakobsson | Alexia Bryn / Yngvar Bryn | Phyllis Johnson / Basil Williams |

## Ergebnisse
- B = Bewertung
- K = Kür
- P = Pflicht

### Herren
| Platz | Land | Sportler         | P | K | B    |
| ----- | ---- | ---------------- | - | - | ---- |
| 1     | SWE  | Gillis Grafström | 1 | 1 | 07,0 |
| 2     | NOR  | Andreas Krogh    | 3 | 3 | 18,0 |
| 3     | NOR  | Martin Stixrud   | 4 | 2 | 24,5 |
| 4     | SWE  | Ulrich Salchow   | 2 | 5 | 25,5 |
| 5     | FIN  | Sakari Ilmanen   | 5 | 4 | 30,0 |
| 6     | USA  | Nathaniel Niles  | 7 | 6 | 49,0 |
| 7     | GBR  | Basil Williams   | 6 | 9 | 49,5 |
| 8     | SUI  | Alfred Mégroz    | 8 | 7 | 52,5 |
| 9     | GBR  | Kenneth Beaumont | 9 | 8 | 59,0 |

Datum: 25. bis 27. April 1920
Neun Herren aus sechs Nationen nahmen teil. Der Schwede Gillis Grafström gewann seine erste von drei aufeinanderfolgenden Goldmedaillen bei Olympischen Spielen. Der bereits 42-jährige zehnfache Weltmeister Ulrich Salchow, der im ersten Eiskunstlaufwettbewerb bei Olympischen Spielen 1908 in London Gold gewonnen hatte und somit zwölf Jahre danach als Titelverteidiger an den Start ging, verpasste mit dem vierten Platz knapp eine Medaille. Die Norweger Andreas Krogh und Martin Stixrud gewannen Silber, bzw. Bronze. Mit 44 Jahren ist Stixrud bis heute der älteste männliche Gewinner einer olympischen Medaille in einem dem Wintersport zugehörigen Einzelwettbewerb.

### Damen
| Platz | Land | Sportlerin         | P | K | B    |
| ----- | ---- | ------------------ | - | - | ---- |
| 1     | SWE  | Magda Julin        | 1 | 4 | 12,0 |
| 2     | SWE  | Svea Norén         | 2 | 3 | 12,5 |
| 3     | USA  | Theresa Weld       | 5 | 1 | 15,5 |
| 4     | GBR  | Phyllis Johnson    | 3 | 5 | 18,5 |
| 5     | NOR  | Margot Moe         | 4 | 6 | 22,5 |
| 6     | NOR  | Ingrid Gulbrandsen | 6 | 2 | 24,0 |

Datum: 25. April 1920
Sechs Damen aus vier Nationen nahmen teil. Die Schwedin Magda Julin gewann völlig überraschend Gold vor ihrer höher eingestuften Landsfrau Svea Norén und der US-Amerikanerin Theresa Weld. Julin war zu diesem Zeitpunkt im vierten Monat schwanger. Es war das einzige Mal in der olympischen Geschichte, dass ein Olympiasieger im Eiskunstlauf von keinem Punktrichter auf den ersten Platz gesetzt wurde. Julin musste noch kurz vor der Kür ihre geplante Musik ändern. Sie hatte zum Walzer An der schönen blauen Donau von Johann Strauss trainiert, was ihr aber zu benutzen aufgrund vorherrschender antideutscher Ressentiments untersagt wurde.
Die Bronzegewinnerin Theresa Weld war die erste Athletin, die nicht aus Europa kam und eine olympische Medaille im Eiskunstlauf gewinnen konnte. Bei diesen Spielen war sie die erste Frau, die einen Salchow zeigte. Dafür wurde sie allerdings gemaßregelt, denn dies wurde als undamenhaft angesehen und von einigen Punktrichtern mit Abzügen bestraft. Dennoch gewann sie die Kür.
Bei ihrem einzigen olympischen Auftritt im Einzellauf wurde die zweifache olympische Medaillengewinnerin im Paarlauf, die Britin Phyllis Johnson, Vierte.

### Paare
| Platz | Land | Paar                                  | B    |
| ----- | ---- | ------------------------------------- | ---- |
| 1     | FIN  | Ludowika Jakobsson / Walter Jakobsson | 07,0 |
| 2     | NOR  | Alexia Bryn / Yngvar Bryn             | 15,5 |
| 3     | GBR  | Phyllis Johnson / Basil Williams      | 25,0 |
| 4     | USA  | Theresa Weld / Nathaniel Niles        | 28,5 |
| 5     | GBR  | Ethel Muckelt / Sydney Wallwork       | 34,0 |
| 6     | BEL  | Gérardine Herbos / Georges Wagemans   | 41,5 |
| 7     | FRA  | Simone Sabouret / Charles Sabouret    | 45,5 |
| 8     | GBR  | Madeleine Beaumont / Kenneth Beaumont | 55,0 |

Datum: 26. April 1920
Acht Paare aus sechs Nationen nahmen teil. Die Favoriten Ludowika Jakobsson und Walter Jakobsson, die Finnland vertraten, gewannen Gold vor Alexia Bryn und Yngvar Bryn aus Norwegen und Phyllis Johnson und Basil Williams aus Großbritannien. Für Phyllis Johnson war es bereits ihre zweite olympische Medaille, nachdem sie 1908 mit ihrem damaligen Partner James H. Johnson die Silbermedaille gewonnen hatte.